# ويليام كليتو
ويليام كليتو (25 أكتوبر 1102 - 28 يوليو 1128)؛ كان كونت فلاندرز لفترة وجيزة وأيضا ادعى لقب دوق نورماندي، كان اللقب «كليتو» هو مصطلح اللاتيني يرادف اللقب الأنجلو السكسوني «إثيلنغ» والجرماني «أديلينوس» (المستخدم في الإشارة إلى ابن عمه ويليام أديلين)، كلا المصطلحين يدل على أن هذا الرجل ذو دم الملكي، أو ما يعادل حديثاً لقب «الأمير».

## حياته

### النشأة
هو ابن روبرت كورتز دوق نورماندي وزوجته سيبيلا ابنة جيفري كونت كونفيرسانو ابن شقيق روبرت جيسكارد، بعد هزيمة والده أمام شقيقه الأصغر هنري الأول ملك إنجلترا في معركة تينشبراي في 1106 تم القبض عليه ورافقه نحو فاليز، بحيث قابل الملك هنري ويليام لأول مرة هُناك، وضع هنري الطفل في حراس هيلياس دي سان ساينز، كونت أركز الذي كان متزوجة من ابنة روبرت غير الشرعية، واستطاع تكوين صداقة معه، ظل الطفل في عهد هيلياس حتى أغسطس 1110، عندما أرسل الملك عملائه بالمطالبة بتسليم الطفل له، كان هيلياس في ذاك بعيداً عن القصر، لذلك قامت أسرته بإخفائه وتهريبه إلى هيلياس الذين وجدوا الأمان بين أعداء هنري.

### تمرد النورمان الأول، 1118 - 19
كان ملاذ الأول لويليام هو عدو هنري روبرت دي بيليم الذي يمتلك عقارات واسعة جنوب الدوقية، ومع أسر روبرت في 1112، فر ويليام وهيلياس نحو بلاط قريبه بالدوين السابع كونت فلاندرز، ومع 1118 كان هناك تحالف قوي بين كونتات نورمان ونورمان الساخطين على الملك هنري الأول بدعم من بالدوين السابع، واتخذوا من قضية ويليام وبدأوا بتمرد خطير. ولكن هذه الحملة انتهت بشكل مفاجئ وبعد إصابة الكونت بالدوين بجروح خطيرة بحصار أركز في سبتمبر 1118، وفي العام التالي أصبحت قضية ويليام في متناول لويس السادس ملك فرنسا الذي غزا الدوقية أسفل نهر السين، وفي 20 أغسطس 1119 تقابل الجيشين الفرنسي والنورماندي في معركة بريمول، حيث هُزم الفرنسين بشكل حاسم.
شارك ويليام في المعركة بجانب الفرنسين، وبالكاد نجا من الأسر، مع فترة وجيزة انهار التمرد، ولكن ويليام واصل في عثور على الدعم في البلاط الفرنسي، قضيته لقت اهتمام البابا في نوفمبر 1119 في ريمس الذي أجبر الملك هنري على تبرير عن معاملته حول الصبي المنفي.

### تمرد النورمان الثاني، 1123-24
مع غرق ويليام أديلين الابن الشرعي الوحيد لـ هنري الأول، أصبح ويليام الوريث المفترض لإنجلترا ونورماندي بحيث يعتبر حفيد الذكر الوحيد والشرعي لـ ويليام الفاتح في ذاك الوقت، اعتمد الأرستقراطيين النورمان على قضيته مرة أخرى، وأصبح هنري في مشاكل أسوا، لما فولك الخامس، كونت أنجو أراد فولك استرجاع مهر ابنته ماتيلدا المتزوجة من ابنه المتوفاة، الذي يمثل في عدة القلاع والبلدات في ماين، وهذا ما رفضه هنري الأول، وبذلك فولك بدوره زوج ابنته الكبرى سيبيلا من ويليام، واعتبر كونتية ماين كمهر له، استنكر هنري بشدة هذا الزواج، وفي نهاية المطاف سيتم إلغاء الزواج على أساس ضمن درجة القرابة المحظورة.
في هذه الأثناء اندلع تمرد ارستقراطي خطير في نورماندي لصالح ويليام، ولكن تمرد فشل بسبب شبكة مخابرات هنري وتمكنوا من عدم تجديد تحالف بين القادة الذين انهزموا في معركة بورغتيرولد في مارس 1124، كان هنري حريص على عدم تدخل لويس السادس في هذا التمرد بحيث حصل على الدعم صهره هاينريش الخامس، إمبراطور الروماني المقدس والذي هدد لويس من الشرق، وبذلك أصبح لويس سكناً أمام التمرد.

## كونت فلاندرز
بذل لويس السادس جهود لتعزيز قضية ويليام في 1127، في يناير أعطى له أراضي الملكية في فيكسين الفرنسية كقاعدة لمهاجمة ضفاف نهر السين في نورماندي، وأصبح متزوج من جوانا شقيقة الملكة أديلايد من سافوي، ولكن مع اغتيال شارل الطيب، كونت فلاندرز في مارس 1127 استغل لويس السادس هذه الفرصة بحيث قام بتنصيب ويليام الذي كان حفيد الأكبر لـ بالدوين الخامس، كونت فلاندرز.
في البداية كان ويليام جيداً في الحكم، واستطاع تأمين خلافته بحلول نهاية مايو، ولكن مع تزايد النفوذ الإنجليزي وظهور منافس آخر تييري الألزاسي أدى إلى تدهور موقفه، وفي فبراير 1128 أعلنت سان أومير  وغنت التمرد عليه، وأيضا أعلنت بروج التمرد في مارس 1128، وفي مايو 1128 رحبت مدينة ليل بـ تييري، وبذلك أصبح لـ ويليام مناطق صغيرة في جنوب الكونتية، ومع ذلك استطاع فتح بروج مرة أخرى في 21 يونيو من خلال معركة أكسبويل بحيث كان متحالف مع فرسان النورمان وحلفائه الفرنسيين، الذين هزموا تييري.
في هذه الأثناء انضم إليه غودفري الأول، كونت لوفان ساندوه في حاصر آلست في 12 يوليو، ومع نيته للذهاب نحو غنت، أصيب في ذراعه أثناء شجاره مع أحد الجنود خلال هذا الحصار، وتسبب هذا الجرح إلى غرغرينا، وتوفي بـ سن الخامسة والعشرين في 28 يوليو 1128، وفي نهاية المطاف حضر صهره هيلياس دي سان ساينز ونقل جثمانه إلى دير سان بيريتن في سان أومير ودفن هناك، ولم يترك أبناء، والده توفي وهو مسجون في 1134، وبذلك أصبح تييري الحاكم بلا منازع هُناك، في حين دخلت إنجلترا ودوقية نورماندي في أزمة خلافة استمرت لعقود بعد وفاة عمه في 1135.